# Изнелло
Изнелло (итал. Isnello) — коммуна в Италии, располагается в регионе Сицилия, подчиняется административному центру Палермо.
Население составляет 1922 человека, плотность населения составляет 38 чел./км². Занимает площадь 50 км². Почтовый индекс — 90010. Телефонный код — 0921.
Покровителем коммуны почитается святитель Николай, Мирликийский Чудотворец. Праздник ежегодно празднуется 6 декабря.